# Trusted Computer System Evaluation Criteria

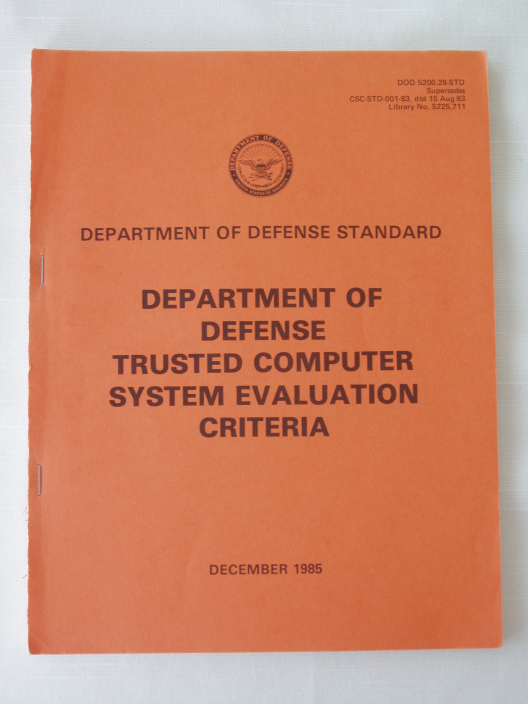
Het Orange Book

Trusted Computer System Evaluation Criteria (TCSEC) is een standaard van het Amerikaanse ministerie van Defensie (DoD) die de basisvereisten definieert voor het beoordelen van de effectiviteit van computerbeveiligingscontroles die in een computersysteem zijn ingebouwd. TCSEC werd gebruikt voor het evalueren, classificeren en selecteren van computersystemen die in aanmerking kwamen voor het verwerken, opslaan en ophalen van gevoelige of geheime informatie.

## Geschiedenis
TCSEC, ook bekend als het Orange Book, werd in 1983 gepubliceerd door het National Computer Security Center (NCSC), een afdeling van de National Security Agency en vervolgens bijgewerkt in 1985. TCSEC werd eind jaren negentig vervangen door de Common Criteria internationale standaard.

## Divisies en klassen
TCSEC definieert vier divisies: D, C, B en A, waarbij divisie A de hoogste beveiliging heeft. De divisies zijn verder onderverdeeld in hiërarchische klassen: C1, C2, B1, B2, B3 en A1.
Elke divisie en klasse is een uitbreiding of een wijziging van de onmiddellijk voorafgaande divisie of klasse.
| TCSEC | TCSEC        | Omschrijving |
| ----- | ------------ | --- |
| D     |              | Systemen die niet voldoen aan de criteria van de hogere divisies of klassen. (Minimal protection) |
| C     |              | Eenvoudige bescherming met gebruikersaanmelding. (Discretionary protection) |
| C     | C1           | Login vereist, dit kan ook een groepsaccount zijn. Er wordt uitgegaan van coöperatieve gebruikers. |
| C     | C2           | Vereist een individuele login met wachtwoord en authenticatiemechanisme. Gegevens van verschillende gebruikers worden van elkaar gescheiden en informatie met betrekking tot beveiliging wordt geregistreerd. (Controlled Access Protection) |
| B     |              | Toegangsrechten op basis van beveiligingsniveaus. (Mandatory protection) |
| B     | B1           | Informeel beveiligingsmodel, gegevens in beveiligingsniveaus en verplichte toegangscontrole. |
| B     | B2           | Formeel model van het beveiligingssysteem met een goed gedefinieerde interface (gestructureerde bescherming). |
| B     | B3           | Vereist bovendien de mogelijkheid om onderworpen te worden aan analyses en tests, evenals veilige mechanismen voor het registreren en het terugdraaien van schade.                                                                           |
| A     |              | De beveiliging moet formeel aangetoond kunnen worden. (Verified protection) |
| A     | A1           | Zoals B3, maar het ontwerp van het systeem moet formeel verifieerbaar zijn, dat wil zeggen wiskundig bewijsbaar. |
| A     | hoger dan A1 | Het systeem moet formeel verifieerbaar zijn tot op het niveau van de broncode. |